# Desmodium sumichrastii
Desmodium sumichrastii är en ärtväxtart som först beskrevs av Anton Karl Schindler, och fick sitt nu gällande namn av Paul Carpenter Standley. Desmodium sumichrastii ingår i släktet Desmodium och familjen ärtväxter. Inga underarter finns listade i Catalogue of Life.